# En öppen vinter
En öppen vinter är en samling prosalyriska texter tillhörande ett soundtrack av Ulf Lundell som släpptes 8 april 2010. Soundtracket innehåller 11 nyskrivna låtar. Lundell själv skriver: "Det handlar om åren före 60, om det som varit, det framtida som ännu inte tagit form. Döden lite."

## Låtlista
1. "Fram mellan stenarna"
2. "En öppen vinter"
3. "Cortina"
4. "Sist vi sågs var det tidig vår"
5. "Du går dit jag går"
6. "Djup svart sjö"
7. "Hälften rosor"
8. "Minnen"
9. "September"
10. "En öppen vinter II"
11. "Rött guld"